# Hymenocoleus subipecacuanha
Hymenocoleus subipecacuanha är en måreväxtart som först beskrevs av Karl Moritz Schumann, och fick sitt nu gällande namn av Elmar Robbrecht. Hymenocoleus subipecacuanha ingår i släktet Hymenocoleus och familjen måreväxter. Inga underarter finns listade i Catalogue of Life.